# Люблю тебя, чувак
«Люблю тебя, чувак» (англ. I Love You, Man) — фильм режиссёра Джона Гамбурга. Премьера в США состоялась 20 марта 2009 года, а на российских экранах фильм появился 13 августа 2009 года.

## Сюжет
Питер Клэйвен (Пол Радд), агент по недвижимости в Лос-Анджелесе, делает предложение своей подруге Зои Райс (Рашида Джонс), и она соглашается. У Питера, похоже, нет близких друзей, с которыми можно поделиться хорошими новостями, а есть только родственники и в основном знакомые женщины. Подслушав, как друзья Зои высказывают свои опасения по поводу отсутствия близких друзей-мужчин, Питер решает, что ему нужно найти друга, чтобы тот стал шафером на предстоящей свадьбе.
Питер обращается к своему младшему брату-гею Робби (Энди Сэмберг) за советом по знакомствам с мужчинами. Он организовывает серию знакомств с различными мужчинами, в том числе с Барри (Джон Фавро), постоянно вспыльчивым мужем подруги Зои Дениз (Джейми Прессли). Барри на самом деле не очень нравится Питер, и ситуация только обостряется, когда Питера непреднамеренно рвёт на Барри после победы в пивном конкурсе.
Чувствуя себя отвергнутым, Питер собирается сдаться, но во время презентации особняка Лу Ферриньо, который Питер пытается продать, он знакомится с Сидни Файфом (Джейсон Сигел), инвестором, который посещает шоу, чтобы просто познакомиться с разведёнными женщинами и поесть бесплатной еды. Они быстро становятся друзьями, особенно в связи с их взаимным обожанием прогрессивной рок-группы Rush. Питер представляет Сидни Зои на своей помолвке, но встреча принимает неудачный поворот, когда нервный Сидни делает очень неловкий тост.
Следующим вечером Питер соглашается посетить концерт Раш с Сидни при условии, что он может взять с собой Зои. Во время концерта Зои чувствует, что Питер и Сидни её игнорируют. На следующий день, покупая смокинги, Сидни спрашивает Питера, почему он женится на Зои, а также просит одолжить 8000 долларов. Подумав немного, Питер решает одолжить Сидни деньги, а затем предоставляет ему честь быть шафером на его свадьбе. Зои тем временем начинает с подозрением относиться к Сидни. Питер говорит Зои, что одолжил Сидни деньги, и спрашивает, знает ли она, почему они женятся, поскольку у него не было ответа на вопрос Сидни. (Питер не знал, что это был вопрос, который должен был остаться между ним и Сидни). Обиженная и злая, Зои уходит.
На следующее утро Питер уходит на работу и обнаруживает, что Сидни использовал долг в размере 8000 долларов на покупку нескольких нелепых рекламных щитов, рекламирующих бизнес Питера в сфере недвижимости (Сидни использовал фотографии Питера, которые он снял на своём iPhone). Всё ещё расстроенный из-за его размолвки с Зои, Питер ссорится с Сидни и решает прекратить их дружбу. Затем Питер налаживает отношения с Зои. Пока Зои и Питер готовятся к свадьбе, Сидни оказывается в одиночестве и отчаянно пытается с кем-нибудь позависать.
На работе Питер обнаруживает, что рекламная кампания Сидни на рекламных щитах была успешной, поскольку он получил право на прибыльный листинг Ферриньо, и много других клиентов оставили сообщения на автоответчик.
Питер чувствует себя расстроенным из-за ссоры с Сидни, но не приглашает его повторно. Вместо этого он собирает множество случайных шаферов, в том числе Робби, отца Освальда (Джонатан Кимбл Симмонс) и Ферриньо. Перед свадьбой Зои видит, что Питер выглядит несчастным, явно скучая по своему другу Сидни. Она звонит и приглашает Сидни, который, без их ведома, уже на пути к свадьбе. Как раз перед тем, как дать обеты, Сидни впечатляюще появляется на мопеде. Он говорит Питеру и Зои, что на самом деле является успешным инвестором, и возвращает деньги, которые он одолжил у Питера, объясняя, что рекламные щиты были свадебным подарком для пары. Питер и Зои говорят о своей любви друг к другу, Сидни берёт на себя роль шафера, и свадьба начинается.
Когда начинаются финальные титры, мы видим свадебный приём, на котором Питер и Сидни присоединяются к нанятой группе (которую играет OK Go), исполняющей песню Rush «Limelight». Зои выходит на сцену, чтобы присоединиться к ним. После того, как песня заканчивается, Сидни пытается сказать тост молодожёнам, и Питер бежит, отчаянно его останавливая, когда экран темнеет (всё ещё помня опрометчивый тост Сидни на помолвке).

## В ролях
- Пол Радд — Питер Клэйвен (англ. Peter Klaven)
- Джейсон Сигел — Сидни Файф (англ. Sydney Fife)
- Рашида Джонс — Зои (англ. Zooey)
- Джейми Прессли — Дениз (англ. Denise)
- Джон Фавро — Барри (англ. Barry)
- Энди Сэмберг — Робби Клейвен (англ. Robbie Klaven)
- Сара Бёрнс — Хэйли
- Дж. К. Симмонс — Освальд Клэйвен
- Роб Хюбел — Тевин Дауни
- Лу Ферринью — в роли самого себя

## Саундтрек

### Список композиций
| №  | Название                         | Исполнитель             | Длительность |
| -- | -------------------------------- | ----------------------- | ------------ |
| 1  | «Good Times»                     | Latch Key Kid           | 2:30         |
| 2  | «Oxford Comma»                   | Vampire Weekend         | 3:15         |
| 3  | «Tom Sawyer»                     | Rush                    | 4:35         |
| 4  | «Set You Free»                   | The Black Keys          | 2:45         |
| 5  | «Lights Out»                     | Santogold               | 3:12         |
| 6  | «Soul of a Man»                  | Beck                    | 2:37         |
| 7  | «Limelight»                      | Rush                    | 4:20         |
| 8  | «Good Times Roll»                | The Cars                | 3:47         |
| 9  | «Campus»                         | Vampire Weekend         | 2:56         |
| 10 | «Mr. Pitiful»                    | Matt Costa              | 2:55         |
| 11 | «Dancing With Myself»            | The Donnas              | 3:28         |
| 12 | «Waterslide»                     | The Bonedaddys          | 3:54         |
| 13 | «Limelight»                      | Paul Rudd & Jason Segel | 4:22         |
| 14 | «Ain’t That a Kick in the Head?» | Dean Martin             | 2:26         |
| 15 | «Peter and Zooey»                | Teddy Shapiro           | 2:17         |

## Награды и номинации
- 2009 — номинация на премию MTV Movie Awards за лучший поцелуй (Пол Радд и Томас Леннон)